# Hans Klein
Hans Klein (ur. 17 stycznia 1891, zm. 18 listopada 1944) – niemiecki as myśliwski z czasów I wojny światowej z 22 potwierdzonymi zwycięstwami powietrznymi, należał do zaszczytnego grona Balloon Buster. Dowódca Jagdstaffel 10.
Hans Klein do armii wstąpił po wybuchu wojny. Do wiosny 1916 roku służył na froncie zachodnim w 210 Dywizji Piechoty, gdzie został promowany na oficera w marcu 1915 roku. W marcu 1916 roku został przeniesiony do lotnictwa. Służbę rozpoczął FAA 5 i FAA 6, a w listopadzie 1916 roku został przydzielony do eskadry myśliwskiej Jagdstaffel 4. Pierwsze zwycięstwo odniósł w 4 kwietnia 1917 roku. Do 11 lipca odniósł 16 potwierdzonych zwycięstw w tym 5 balonów obserwacyjnych. 13 lipca został ranny. Powrócił do służby w połowie września i został mianowany dowódcą Jagdstaffel 10. 30 listopada 1917 roku odniósł swoje 22 i jak się później okazało ostatnie zwycięstwo powietrzne. 4 grudnia 1917 roku został odznaczony najwyższym pruskim odznaczeniem wojennym Pour le Mérite. 
19 lutego 1918 roku został ponownie ranny. Do czynnej służby powrócił w końcu kwietnia. Służył w swojej eskadrze Jagdstaffel 10 jako oficer naziemny.
Po zakończeniu wojny uzyskał tytuł inżyniera i w stopniu majora wstąpił do Luftwaffe. Po wybuchu II wojny światowej został mianowany dowódcą dywizjonu myśliwskiego Jagdgeschwader 53, a od 21 grudnia 1939 do 7 marca 1940 roku dowódcą Jagdfliegerführer 3. Następnie był dowódcą wszystkich szkół pilotów myśliwskich i zakończył służbę czynną w kwietniu 1943 roku w stopniu generała.
Zginął 18 listopada 1944 roku w niewyjaśnionych okolicznościach w wypadku samochodowym w okolicach Bremy.

## Odznaczenia
- Pour le Mérite – 4 grudnia 1917
- Królewski Order Rodu Hohenzollernów
- Krzyż Żelazny I Klasy
- Krzyż Żelazny II Klasy